# Jeet kune do
El jeet kune do, jeet kun do o jeet kuen do (chino: 截拳道, Yale cantonesa: jitkyùndou, pinyin: jiéquándào, lit. ‘el camino del puño interceptor’; JKD) es un estilo de pelea y filosofía de vida desarrollada por el maestro de artes marciales Bruce Lee.

## Historia
Creado por Bruce Lee entre los años 1960 y 1973, aunque en un principio estuvo basado en el kung fu/ Wu shu estilo wing chun. El jeet kune do -primeramente llamado «Jun-fan gung fu» (chino: 振藩功夫, Yale cantonesa: Janfàan gūngfū, pinyin: Zhènfán gōngfū, literalmente: ‘el kung fu de Bruce Lee’)— es un método de combate independiente, siempre en evolución.
El jeet kune do, es el resultado de la investigación y la “fusión” de diferentes técnicas provenientes de todas las artes marciales que aprendió Bruce Lee, desde el estilo chino del wing chun, el boxeo occidental y derivados como el kick boxing,el tangsudo o karate coreano, el Judo japonés, la esgrima occidental, el kali filipino, y el estudio de otras disciplinas marciales tras ser analizadas, revisadas y aplicadas por Bruce Lee desde sus estudios de la fisiología del cuerpo humano. Tomando en cuenta que Bruce Lee fue un actor, filósofo y un maestro de las Artes Marciales, nunca obtuvo un grado de algún arte marcial, ni tampoco compitió en algún torneo, es decir el Jeet Kune Do nace del simple análisis personal y la práctica continua de un talento de las artes marciales, desarrollado por un artista marcial de alto rango. Sin embargo, según otras personas, como Dan Inosanto (nombrado por Bruce Lee el sucesor de su estilo, que finalmente acabó creando su estilo propio, el cual conocemos como Jeet Kune do conceptos, el cual difiere de la idea original de Bruce Lee donde para Bruce había que pulir el sistema y quedarse con lo esencial y efectivo, de ahí la famosa frase de Bruce Lee: no temo al hombre que puede dar 10.000 patadas diferentes, sino al hombre que ha dado una patada 10.000 veces. Bruce se enfocaba mucho más en quedarse con las técnicas justas y necesarias pero entrenar esas técnicas muchas más veces. En cambio en jkd conceptos se centra más en un añadir continuo de técnicas no esenciales) el jeet kune do no es un estilo nuevo, o una modificación o copia de otro existente previamente, o una fusión sin estructura de otras artes marciales; sino una idea conceptual; es la búsqueda y aplicación de conceptos prácticos que liberan al practicante de limitarse a sí mismo.
Bruce Lee, su creador, reflejaba dentro y fuera de cada una de sus películas su gran explosividad, y peculiar arte de combate, el jeet kune do, quedando así guardadas algunos de sus gestos motrices en éstas y en su libro, en el que demostraba a través de fotografías este efectivo sistema.
El Jeet kune do fue criticado desde sus inicios, descrito como un arte marcial híbrido, sin tradición y linaje. Incluso fue tachado de bastardo; por los maestros orientales puristas de las artes marciales tradicionales chinas, coreanas y japonesas, quienes tenían el monopolio del mercado de las artes marciales en occidente durante los años 1960 en los EE. UU. y Europa, al considerar al Jeet kune do como una fusión marcial influenciada por las tendencias ideológicas occidentales y por su búsqueda de la efectividad como primer punto. Sin embargo, el Jeet kune Do, fue muy apreciado por el gran público estadounidense, al que Bruce Lee ofrecía un arte marcial dedicado plenamente tanto a la defensa como al ataque. Esta adaptabilidad venía representada en las opiniones de Bruce como:

Yo no represento un estilo, sino todos los estilos. Ustedes no saben lo que estoy a punto de hacer, pero ni yo lo sé. Mis movimientos son el resultado de sus movimientos y mi técnica, es el resultado de vuestra técnica.
Bruce Lee

## Principios del JKD
Las “4 gamas/ alternativas del combate” vienen dadas por las 4 distancias del combate sin y con armas (larga, media, corta y/o de lanzamientos, y suelo) particularmente son lo que Bruce sentía como instrumento para ser un artista marcial total y completo. Éste es también el principio más relacionado con las artes marciales mezclando diversos estilos. El JKD resalta la noción de que la mejor defensa es una buena ofensiva, por lo tanto el principio de “interceptar”. Bruce Lee comentaba que para que un oponente ataque a alguien primero tiene que moverse hacia la persona, esto proporciona una oportunidad “de interceptar” ese ataque o movimiento.
El JKD se caracteriza por estos seis fundamentos:

### Ser como el agua
Bruce Lee pensaba que los sistemas marciales deben ser tan flexibles como sea posible. El agua es usada como analogía, pues puede describir por qué la adaptabilidad es un rasgo deseado en las artes marciales. El agua es infinitamente adaptable. Se puede ver a través de ella misma, pero en otras ocasiones puede oscurecer las cosas a simple vista. Puede partir y dividir, mover o chocar con cualquier cosa. Puede erosionar las rocas más duras suavemente o puede fluir más allá del guijarro más minúsculo. Bruce Lee creía que un sistema marcial debía tener estas cualidades. Los estudiantes de JKD evitan sistemas tradicionales de entrenamiento, o estilos de lucha que siguen la pedagogía confuciana o lineal usada en las escuelas tradicionales del Kung-Fu y del Karate, debido a esta carencia de adaptabilidad. El JKD se orienta para ser un grupo de conceptos dinámico que están en constante cambio, siendo así extremadamente flexible. Se anima a los estudiantes de JKD que estudien cada forma de combate posible, esto es así para ampliar sus conocimientos de otros sistemas de lucha.

### Economía del movimiento
En el Jeet Kune Do la economía del movimiento puede ser vital, ya que fija como objetivos combinaciones de gestos concretas y altamente efectivas sin realizar movimientos muy artísticos como en la mayoría de las artes marciales tradicionales, lo que da como resultado el ahorro de energía, con lo cual la persona cuenta con mayor capacidad para mantener por un mayor período de tiempo una actividad física intensa.

### Aprender y desarrollar las 4 gamas/ alternativas del combate
Golpear o alejar con el pie; perforación o golpeo; interceptación o atrapes, y presas; ataque. El Jeet Kune Do busca que sus practicantes se entrenen en cada una de estas alternativas por igual. Según Bruce Lee, este modelo de entrenamiento sirve para distinguir al JKD de otras artes marciales. Él indicó que la mayoría, pero no todos los sistemas marciales tradicionales, se especializan en el entrenamiento en una o un máximo de dos distancias, o bien en el uso de la mano vacía, o en el empleo de armas tradicionales. Sus teorías han sido especialmente influyentes y verificadas en el ámbito del deporte en las artes marciales mixtas, pues las fases de un combate de "AMM"/"MMA" son esencialmente la aplicación del mismo principio y conceptos expuestos en el combate de JKD.

### Cinco maneras de ataque
1. Ataqué simple (SAA) e inversos (SDA).
2. Ataque de la inmovilización de la mano (HIA), ataque de la inmovilización del pie de las contrapartes, que hacen uso de la “interceptación” para limitar al opositor para el uso de ciertas partes del cuerpo.
3. Ataque directo/indirecto progresivo (PIA). Atacar a una parte del cuerpo del opositor, a continuación seguir atacando pero en otra parte para intentar crear una abertura.
4. Ataque de Combinaciones (ABC). Utiliza múltiples ataques rápidos para superar al opositor.
5. Ataque por inducción (ABD). El objetivo es crear una abertura y utilizarla como medio de atacar al contrario.

### Las tres bases de los conceptos de las técnicas y tácticas del Jeet Kune Do
La práctica del Jeet Kune Do se basa en que las técnicas y tácticas deben contener las siguientes características:
- Eficacia: el ataque debe alcanzar su meta.
- Franqueza: las ideas deben de venir de forma natural y de una manera espontánea.
- Simplicidad: pensando de una manera sencilla; sin ornamentación.

### Línea central
La línea central es un concepto oriental, también denominado "centro" se refiere a una línea imaginaria que está justo en el centro de nuestro cuerpo. La teoría es explotar, controlar y dominar esa línea central del oponente. Todos los ataques, defensas y trabajo de pasos se diseñan para preservar tu propia línea central y para abrir la del contrario. Esta noción se relaciona de cerca con el control que se mantiene en un tablero de ajedrez, siguiendo el JKD una estrategia provocativa.
Las tres pautas para la línea central son:
- Quien controle la línea central controlará la lucha.
- Proteger y mantener tu propia línea central mientras que controlas y explotas la de tu opositor.
- Controlar la línea central ocupándola.

## El Arsenal
El bagaje técnico del jeet kune do es muy amplio, tan amplio como tu imaginación te lo permita, recuerda el no límite como límite, asentados sobre una sólida base, como es una guardia lateral, con rodillas ligeramente flexionadas, talones levemente levantados y desplazamientos laterales realizados sobre las puntas de los pies.
Bruce Lee

En cuanto a golpes de mano se refiere tenemos el finger jab, el jab cross, upper cut, golpes de revés, etc. En el plano de las patadas, cabe destacar que se considera la patada lateral como el golpe más potente de todo nuestro arsenal técnico. Las patadas bajas, al igual que las patadas en giro, frontales, en revés, descendentes, ascendentes, en salto y todo tipo de rodillazos al igual que el uso del codo en giro ascendente, en giro diagonal o vertical. Cabe aclarar que las patadas de giro, si están bien aplicadas, son muy fuertes. Absolutamente todo está permitido. “La calle no es un torneo”. El estilo que más se asemeja el jeet kune do es el boxeo tailandés. La energía se produce cuando la no intención inicia el movimiento desde el pie atrasado y flectado, subiendo por los músculos de la pierna, entrando en la cadera, finalmente viajando por el dorsal entrando en el brazo y colapsando en el momento del impacto. El cuerpo debe ser suave y ligero, sin fuerza bruta, para no impedir el devenir de la energía.
En este punto cabe mencionar el chi sao y el lop sao, el primero significa “manos pegajosas”, que consiste en no despegar las manos del oponente, dándonos con esto información extra por medio del tacto para así mejorar nuestra ventana de oportunidad y el segundo, “manos que agarran”, es sujetar la mano o brazo del oponente para realizar un contragolpe.
El jeet kune do es un arte marcial muy peligroso, puesto que sus golpes son muy específicos en cuanto a lugares y la mayoría de sus golpes son para lastimar seriamente o matar al contrincante.

## Los seisdeseosbudistas o apegos del practicante
El jeet kune do es mucho más que un método de combate. Es una de las avenidas por las que la vida nos descubre sus secretos. Más que de una técnica estamos hablando del desarrollo físico y espiritual del individuo como tal. La mentalidad frente al combate ha de ser una mentalidad de ganador, o más bien “positiva” (somos parte de la naturaleza), sin anticiparse al resultado del combate, dejando que la naturaleza fluya. Una técnica tan completa puede deformarse si quien la práctica comete uno de estos seis errores fundamentales:
1. El deseo de victoria.
2. El deseo de recurrir a la astucia técnica.
3. El deseo de mostrar todo lo aprendido.
4. El deseo de atemorizar al enemigo.
5. El deseo de desempeñar un papel pasivo.
6. El deseo de librarse de cualquier enfermedad que nos afecte.
El método y la constancia entrenando suelen solucionar todos estos problemas.
Como decía Bruce Lee: Investiga en tus propias experiencias, para llegar a entender qué funciona para ti.
Resumen del arte Jeet Kune Do: "Crea tu propio estilo".

## Influencia en la cultura popular
Dado que fue un sistema de combate creado por Bruce Lee, en el mundo de los videojuegos de pelea, el anime y el cine de acción se han hecho muchas referencias al Jeet Kune Do cuando hay un personaje basado en Bruce Lee. Aunque también se ha hecho referencia al JKD como estilo de pelea en varios artistas marciales expertos ficticios, entre ellos:
- Sublime, personaje de Wildstorm Comics es un miembro del equipo DV8 y un practicante de Jeet Kune Do.
- Sera Masumi de Detective Conan / Caso cerrado, es una detective de secundaria experta en Jeet Kune Do.
- Jacky Bryant de la franquicia Virtua Fighter.
- Marshall Law y Forest Law de la saga de Lucha Tekken.
- Fei Long de la saga de Lucha Street Fighter.
- Kim Dragon de la saga de Lucha World Heroes.
- Jann Lee , personaje basado en Bruce Lee del videojuego de lucha Dead or Alive
- Midknight del videojuego de Sega Eternal Champions.
- Spike Spiegel, personaje principal del anime Cowboy Bebop.
- Ryusei Sakuta, o Kamen Rider Meteor, uno de los protagonistas de la serie de televisión de tokusatsu Kamen Rider Fourze desarrolló un sistema de combate ficticio llamado Seishin Darinken (Puño de la mente estelar del gran anillo), que mezcla Jeet Kune Do con armas de fuego y tonfas
- El Jeet Kune Do también fue uno de los estilo de pelea de Liu Kang en Mortal Kombat Deception y Mortal Kombat Armageddon
- Ryo Himuro Luchador de la serie Kengan Ashura y Kengan Omega, el Jeet Kune Do es su arte marcial principal